# Massengräber in Vipava
In der Gemeinde Vipava sind fünf Massengräber aus der Zeit um den Zweiten Weltkrieg gefunden worden. 
- Das Massengrab am Friedhof (slowenisch: Grobišče pri pokopališču) befindet sich an der südwestlichen Mauer des Vipavaer Friedhofs. Es enthält die Überreste von acht slowenischen Zivilisten, die am 14. Juli 1945 von der jugoslawischen Armee ermordet wurden. Die Identitäten von sechs Opfern sind bekannt. Die sterblichen Überreste von sechs Opfern wurden 1999 exhumiert und auf dem Friedhof beigesetzt.[1]

- Das Massengrab auf dem Soldatenfriedhof (Grobišče na vojaškem pokopališču) befindet sich am westlichen Rand des Soldatenfriedhofs aus dem Ersten Weltkrieg. Es enthält die sterblichen Überreste von 15 Tschetniks, die Ende April oder Anfang Mai 1945 getötet wurden.[2]

Drei weitere Gräber enthalten die sterblichen Überreste deutscher Kriegsgefangener, die 1945 im nahe gelegenen Gefangenenlager an Typhus starben. 
- Das Massengrab Vipava-Feld (Grobišče Vipavsko polje) erstreckt sich südlich der Molkerei bis zum Močilnik-Bach. Es ist teilweise von der Autobahn verdeckt und enthält eine große Anzahl von Überresten.[3]

- Das Massengrab Princova Baronovka (Grobišče Princova baronovka) liegt im südlichen Teil der Stadt.[4]

- Das Massengrab Bevk-Straße (Grobišče na Bevkovi ulici) befindet sich in der Bevk-Straße (Bevkova ulica) Nr. 16. Menschliche Überreste wurden bei den Ausgrabungen für das dortige Gebäude ausgegraben.[5]